# Xã Lafayette, Quận Ogle, Illinois
Xã Lafayette (tiếng Anh: Lafayette Township) là một xã thuộc quận Ogle, tiểu bang Illinois, Hoa Kỳ. Năm 2010, dân số của xã này là 170 người.